# Примроуз (Аляска)
Примроуз (англ. Primrose) — переписна місцевість (CDP) в США, в окрузі Кенай штату Аляска. Населення — 96 осіб (2020).

## Географія
Примроуз розташований за координатами 60°20′30″ пн. ш. 149°17′49″ зх. д. / 60.34167° пн. ш. 149.29694° зх. д. (60.341771, -149.296958).  За даними Бюро перепису населення США в 2010 році переписна місцевість мала площу 91,96 км², з яких 89,27 км² — суходіл та 2,68 км² — водойми.

## Демографія
Згідно з переписом 2010 року, у переписній місцевості мешкало 78 осіб у 38 домогосподарствах у складі 23 родин. Густота населення становила 1 особа/км².  Було 50 помешкань (1/км²).
Расовий склад населення:
| - 88,5 % — білих - 5,1 % — корінних американців |

До двох чи більше рас належало 6,4 %. Частка іспаномовних становила 0,0 % від усіх жителів.
За віковим діапазоном населення розподілялося таким чином: 14,1 % — особи молодші 18 років, 61,5 % — особи у віці 18—64 років, 24,4 % — особи у віці 65 років та старші. Медіана віку мешканця становила 51,0 року. На 100 осіб жіночої статі у переписній місцевості припадало 95,0 чоловіків;  на 100 жінок у віці від 18 років та старших — 103,0 чоловіків також старших 18 років.
Середній дохід на одне домашнє господарство  становив 102 648 доларів США (медіана — 81 458), а середній дохід на одну сім'ю — 142 011 долар (медіана — 131 458). 
Цивільне працевлаштоване населення становило 49 осіб. Основні галузі зайнятості: освіта, охорона здоров'я та соціальна допомога — 34,7 %, виробництво — 30,6 %, будівництво — 24,5 %.